# 南篤志
南 篤志（みなみ あつし、1993年8月6日 - ）は、ジャパンラグビーリーグワン日本製鉄釜石シーウェイブスに所属するラグビー選手。

## プロフィール
- 北海道苫小牧市出身[1]。
- ポジションはスクラムハーフ。
- 身長 174 cm、体重 78 kg

## 略歴
2012年、清真学園高校卒業後、慶應義塾大学に入る。
2016年、慶應義塾大学卒業後、釜石シーウェイブス(現・日本製鉄釜石シーウェイブス)に加入。同年9月10日に行われたトップイーストリーグDiv.1第1節の秋田ノーザンブレッツ戦に先発出場で公式戦初出場を果たす。